# 太陽は沈まない (曲)
「太陽は沈まない」（たいようはしずまない）は、2002年8月14日に発売されたTHE ALFEE50枚目のシングル。

## 概要
フジテレビ系ドラマ『ショムニ FINAL』主題歌。
カップリング曲は「2002年大阪国際女子マラソン」イメージソング。
2021年現在、売上10万枚以上を記録したシングルは、本作で最後である。

## チャート成績
2002年8月26日付のオリコンの週間シングルチャートでは4位を記録し、35作連続トップ10入りを果たした。これで、2002年8月当時のSMAPの34作連続を抜いて歴代単独1位となった。

## 収録曲
全曲　作詞作曲：高見沢俊彦　編曲：THE ALFEE
1. 太陽は沈まない　Strings Arrangement：井上鑑
2. Chaosの世界
3. 太陽は沈まない (Original Instrumental)

## 参加ミュージシャン
- 長谷川浩二（Drums）
- 武部聡志（Keyboards）- #1
- 山中雅文（Syn.Manipulation）- #1
- 弦一徹ストリングス（Strings）- #1
- 山石敬之（Keyboards）- #2

## 品番
TOCT-4410

## 収録アルバム
- THE BEST 1997-2002 〜aprés Nouvelle Vague〜
- THE ALFEE 30th ANNIVERSARY HIT SINGLE COLLECTION 37
- THE ALFEE SINGLE HISTORY VOL.VI 2002-2008

## 関連作品
- 『THE ALFEE 30th ANNIVBERSARY VIDEO CLIPS Ⅱ』（DVD 2004年9月15日） - 「太陽は沈まない」のプロモーションビデオを収録。後にBlu-ray版が再発売された。